# Государственная пенсия в России
Государственная пенсия (пенсия по государственному пенсионному обеспечению) — государственная денежная выплата, которая предоставляется гражданам в связи с их выходом на пенсию.

## Определение
Согласно Федеральному закону «О государственном пенсионном обеспечении в Российской Федерации» пенсия по государственному пенсионному обеспечению — ежемесячная государственная денежная выплата, право на получение которой определяется в соответствии с российским законодательством, и которая предоставляется гражданам в целях компенсации им заработка (дохода), утраченного в связи с прекращением федеральной государственной гражданской службы при достижении установленной законом выслуги при выходе на страховую пенсию по старости (инвалидности); либо в целях компенсации утраченного заработка гражданам из числа космонавтов или из числа работников летно-испытательного состава в связи с выходом на пенсию за выслугу лет; либо в целях компенсации вреда, нанесенного здоровью граждан при прохождении военной службы, в результате радиационных или техногенных катастроф, в случае наступления инвалидности или потери к
кормильца, при достижении установленного законом возраста; либо нетрудоспособным гражданам в целях предоставления им средств к существованию, не получающие страховую пенсию.

### Виды государственных пенсий
В соответствии с ст. 5 Федерального закона от 15.12.2001 № 166-ФЗ назначаются следующие виды пенсий по государственному пенсионному обеспечению:
- государственная пенсия за выслугу лет (назначается федеральным государственным служащим, военнослужащим, космонавтам и работникам летно-испытательного состава);
- государственная пенсия по старости (назначается гражданам, которые пострадали в результате радиационных или техногенных катастроф);
- государственная пенсия по инвалидности (назначается военнослужащим; гражданам, пострадавшим в результате радиационных или техногенных катастроф; участникам Великой Отечественной войны; гражданам, награжденным знаком «Жителю блокадного Ленинграда»; космонавтам);
- государственная пенсия по случаю потери кормильца (назначается нетрудоспособным членам семей погибших (умерших) военнослужащих; граждан, пострадавших в результате радиационных или техногенных катастроф, космонавтов);
- государственная социальная пенсия (назначается по старости, по инвалидности, по случаю потери кормильца, детям, оба родителя которых неизвестны нетрудоспособным гражданам, постоянно проживающим в Российской Федерации).

Согласно статье 2 Федерального закона «О государственном пенсионном обеспечении в Российской Федерации» нетрудоспособные граждане — это инвалиды, дети в возрасте до 18 лет, а также старше этого возраста, обучающиеся по очной форме в образовательных организациях до окончания ими такого обучения, но не дольше чем до достижения ими возраста 23 лет, потерявшие одного или обоих родителей, и дети умершей одинокой матери, дети, оба родителя которых неизвестны, граждане из числа малочисленных народов Севера, достигшие возраста 55 и 50 лет (соответственно мужчины и женщины), граждане, достигшие возраста 65 и 60 лет (соответственно мужчины и женщины), но их суммарный трудовой стаж составляет меньше 5 лет.

### Выплаты государственных пенсий
Финансовое обеспечение расходов на выплату пенсий по государственному пенсионному обеспечению, включая организацию их доставки, производится за счёт межбюджетных трансфертов из федерального бюджета, предоставляемых бюджету Пенсионного фонда Российской Федерации на выплату пенсий по государственному пенсионному обеспечению, установленных в соответствии с настоящим Федеральным законом по ст.6 Федерального закона № 166.
В отличие от страховых пенсий (Федерального закона № 400-ФЗ), для назначения государственной пенсии не нужно учитывать количество и стоимость пенсионных баллов или продолжительность страхового стажа, фиксированную часть. В статье 14 Федерального закона № 166-ФЗ установлено, что федеральным государственным гражданским служащим государственная пенсия устанавливается в размере 45 % от среднемесячного заработка. За сверх указанного стажа пенсия будет увеличена — по 3 % за каждый год переработки. Однако максимальный размер пенсии по выслуге лет не может превышать 75 % от заработка. Если же возникает право на две пенсии, выплаты по Закону № 400-ФЗ будут назначены с учётом страхового стажа и пенсионных баллов. Факт оплачиваемой трудовой деятельности на выплату государственной пенсии по инвалидности не влияет.